# Prolaz Mitla
Prolaz Mitla (ar. ممر متلة, hebr. מיתלה) je 480 metara visok planinski prijevoj na Sinajskom poluotoku u Egiptu, uklješten između planinskih lanaca na sjeveru i jugu. Nalazi se oko 50 km istočno od Sueza, a dugačak je 32 km. Prijevoj pruža najkraći put između Nuweibe i Kaira. Autobusi koji prevoze turiste do planine Sinaj, samostana sv. Katarine i oaze Feiran prolaze tim putem.

## Ratovi između Izraela i Egipta
Prolaz Mitla je mjesto velikih bitaka između egipatske i izraelske vojske tijekom ratova 1956., 1967. i 1973. godine.

### Incident Mitla tijekom Sueskog rata
Tijekom izraelske invazije na Egipat u Sueskom ratu 1956. prijevoj je zauzela 202. brigada izraelske vojske, kojom je zapovijedao Ariel Šaron, bez odobrenja izraelskog vodstva. Sharon se suočio s elementima egipatske 2. brigade, koji su pripremili zasjedu unutar prolaza. Egipćani su tako poznate Izraelce kao što su Mordechai Gur i Uri Dan držali pod vatrom tijekom poslijepodneva 31. listopada 1956. godine. Aharon Davidi i Rafael Eitan poslali su dvije satnije da očiste Egipćane s obje strane prolaza između 18:00 i 21:00 te večeri. Izraelci su imali 40 žrtava i oko 120 ranjenih, dok su Egipćani imali 260 mrtvih. Sharon je zbog toga kritiziran.

### Jomkipurski rat
Tijekom Jomkipurskog rata, 14. listopada 1973., Egipćani su pokušali doći do prijevoja s elementima svoje Četvrte oklopne divizije, ali je njihova ofenziva zaustavljena oklopnim jedinicama i zračnim snagama IDF-a. Brojke gubitaka egipatskih tenkova razlikuju se ovisno o konzultiranom izvoru. Rat u dva sata daje izraelsku brojku, ali je egipatska manja.

## Daljnje čitanje
- Walter J. Boyne. 2002. The Two O'Clock War: The 1973 Yom Kippur Conflict and the Airlift That Saved Israel. Thomas Dunne Books. ISBN 978-0312273033